# آرثر ارتشر
آرثر ارتشر (بالإنجليزية: Arthur Archer)‏ (1874 بدربي في المملكة المتحدة - 1940) هو لاعب كرة قدم بريطاني (وحمل سابقاً جنسية المملكة المتحدة لبريطانيا العظمى وأيرلندا) في مركز الظهير. لعب مع برايتون أند هوف ألبيون وبرمنغهام سيتي وتوتنهام هوتسبير وكوينز بارك رينجرز ونادي غيلينغهام ونادي ميلوول ونورويتش سيتي وBurton Wanderers F.C. ‏ وNunhead F.C. ‏.